# Universidad Autónoma de Tamaulipas Ciudad Mante
La Universidad Autónoma de Tamaulipas Ciudad Mante (Unidad Académica Multidisciplinaria Mante o UAMM) es una universidad pública en Ciudad Mante, Tamaulipas. La universidad es miembro del sistema de Universidad Autónoma de Tamaulipas. 

## Historia
La UAMM inició sus actividades el 4 de octubre de 1965, en el edificio de la escuela secundaria Manuel Ávila Camacho, con un ingreso de 28 alumnos y 10 maestros. Tiempo más tarde las instalaciones son reubicadas en el edificio otorgado por la Cooperativa de Ejidatarios y Obreros del Ingenio Mante, S.C.L. (Antiguo Hospital). Sin embargo, se presentan una serie de problemas que amenazan con destruir este esfuerzo. No es hasta marzo de 1967 que la Universidad Autónoma de Tamaulipas le otorga las instalaciones actuales y en el mes de septiembre de 1968 se consolida lo que ahora es la Unidad Académica.
A principios del año 2000 se actualizan y reestructuran los planes educativos que se ofertan en el Campus, el Modelo Curricular Tradicional cambia al Modelo Curricular Flexible MISIÓN XXI, cambian sus nombres las carreras de: Licenciado en Contaduría e Informática a Contador Público y la de: Ingeniero en Alimentos a Ingeniero Bioquímico Industrial.
Para el 2005 se pone en marcha el modelo Curricular Flexible MILLENIUM III, donde se actualizan nuevamente los planes y programas de estudio de la oferta académica en la Universidad, respetando los acuerdos de la SEP.
En el 2006, debido a una fuerte demanda de profesionistas en el área de salud en la ciudad y la región se aprueba la apertura del nuevo programa académico: Licenciatura en Enfermería, que dio inicio a cursos en agosto de 2007; en un principio al facultad de Enfermería estaba en las mismas instalaciones de la Universidad, pero en el 2010 gracias a la incorporación de la escuela de enfermería particular, la sede se trasladó a un edificio independiente.

## Carreras
La Unidad Académica Multidisciplinaria Mante cuenta con las siguientes carreras:
- Ingenierías
  - Ingeniero Agrónomo
  - Ingeniero Bioquímico Industrial
  - Ingeniero en Sistemas Computacionales
- Licenciaturas
  - Contador Público
  - Licenciatura en Enfermería
  - Licenciatura en Nutrición y Salud Integral[2]
- Posgrado
  - Maestría en Docencia
  - Maestría en Tecnología Agroalimentaria

## Deportes y Actividades Extracurriculares
- Fútbol Americano
- Música (Rondalla)
- Gimnasia
- Danza folklórica